# George Stack
George Stack (Cork, 9 maggio 1946) è un arcivescovo cattolico irlandese, dal 27 aprile 2022 arcivescovo emerito di Cardiff.

## Biografia
George Stack è nato a Cork il 9 maggio 1946. Nel 1951 la sua famiglia si è trasferita a Londra.

### Formazione e ministero sacerdotale
Ha frequentato il St Aloysius College di Highgate e nel 1966 è stato ammesso come seminarista al St Edmund's College a Ware. Dal 1974 al 1977 ha studiato per conseguire un Bachelor of Arts in scienze dell'educazione al St Mary's College di Strawberry Hill.
Il 21 maggio 1972 è stato ordinato presbitero per l'arcidiocesi di Westminster da monsignor Victor Guazzelli. In seguito è stato vicario parrocchiale della parrocchia di Nostra Signora e San Giuseppe a Hanwell; cappellano dell'ospedale St Bernard's a Southall dal 1972 al 1975; cappellano della scuola "Cardinal Wiseman" a Greenford dal 1972 al 1976; vicario parrocchiale della parrocchia di San Paolo Apostolo a Wood Green dal 1977 al 1983; parroco della parrocchia di Nostra Signora Aiuto dei Cristiani a Kentish Town dal 1983 al 1990; vicario generale dal 1990 al 1993 e amministratore della cattedrale di Westminster dal 1993 al 2001. Il papa lo ha nominato monsignore ed è stato uno dei primi canonici ecumenici della cattedrale di San Paolo a Londra. Ha fatto parte anche del Westminster Religious Education Center.

### Ministero episcopale
Il 12 aprile 2001 papa Giovanni Paolo II lo ha nominato vescovo ausiliare di Westminster e titolare di Gemelle di Numidia. Ha ricevuto l'ordinazione episcopale il 10 maggio successivo nella cattedrale di Westminster dal cardinale Cormac Murphy-O'Connor, arcivescovo metropolita di Westminster, co-consacranti il vescovo di Leeds David Every Konstant e il vescovo ausiliare emerito di Westminster Victor Guazzelli.
Ha prestato servizio come presidente del dipartimento diocesano per l'educazione e la formazione e come responsabile dei decanati dell'Hertfordshire dal 2006. È stato presidente dei governatori della St Mary's University College di Twickenham, governatore all'Heythrop College dell'Università di Londra e membro del consiglio di amministrazione dell'ospedale St John & St Elizabeth di Londra.
Nel gennaio del 2010 ha compiuto la visita ad limina.
Il 19 aprile 2011 papa Benedetto XVI lo ha nominato arcivescovo metropolita di Cardiff.
 Ha preso possesso dell'arcidiocesi il 20 giugno successivo. Il 29 dello stesso mese il papa gli ha imposto il pallio, simbolo degli arcivescovi metropoliti, durante una celebrazione svoltasi nella basilica di San Pietro in Vaticano.
Nel settembre del 2018 ha compiuto una seconda visita ad limina.
Dall'11 luglio 2019 al 23 giugno 2022 ha ricoperto anche l'ufficio di amministratore apostolico di Menevia.
Il 27 aprile 2022 lo stesso papa ha accettato la sua rinuncia alla guida dell'arcidiocesi di Cardiff per raggiunti limiti di età.
In seno alla Conferenza dei vescovi di Inghilterra e Galles è stato membro del dipartimento per l'istruzione e la formazione, presidente del comitato per la formazione ministeriale e dell'ufficio nazionale per le vocazioni e rappresentante della stessa presso la Commissione internazionale sull'inglese nella liturgia.

## Genealogia episcopale
La genealogia episcopale è:
- Cardinale Scipione Rebiba
- Cardinale Giulio Antonio Santori
- Cardinale Girolamo Bernerio, O.P.
- Arcivescovo Galeazzo Sanvitale
- Cardinale Ludovico Ludovisi
- Cardinale Luigi Caetani
- Cardinale Ulderico Carpegna
- Cardinale Paluzzo Paluzzi Altieri degli Albertoni
- Papa Benedetto XIII
- Papa Benedetto XIV
- Papa Clemente XIII
- Cardinale Marcantonio Colonna
- Cardinale Giacinto Sigismondo Gerdil, B.
- Cardinale Giulio Maria della Somaglia
- Cardinale Carlo Odescalchi, S.I.
- Cardinale Costantino Patrizi Naro
- Cardinale Lucido Maria Parocchi
- Papa Pio X
- Papa Benedetto XV
- Papa Pio XII
- Cardinale Eugène Tisserant
- Papa Paolo VI
- Arcivescovo Domenico Enrici
- Arcivescovo Michael George Bowen
- Cardinale Cormac Murphy-O'Connor
- Arcivescovo George Stack